# Columbia County, New York
 Columbia County är ett county i östra delen av delstaten New York, USA. Den administrativa huvudorten (county seat) är Hudson och beläget vid Hudsonfloden cirka 50 km söder om delstatens huvudstad Albany och cirka 30 km väster om gränsen till delstaten Massachusetts. Countyt har fått sitt namn efter Christopher Columbus.

## Geografi
Enligt United States Census Bureau så har countyt en total area på 1 679 km². 1 647 km² av den arean är land och 32 km² är vatten.

### Angränsande countyn
- Rensselaer County, New York - nord
- Berkshire County, Massachusetts - öst
- Dutchess County, New York - syd
- Ulster County, New York - sydväst
- Greene County, New York - väst
- Albany County, New York - nordväst
- Litchfield County, Connecticut - sydost

### Större städer och samhällen
- Chatham
- Claverack
- Copaka
- Ghent
- Greenport
- Hudson (huvudort)
- Kinderhook
- Livingston